# غريغ كوفي
غريغ كوفي (بالإنجليزية: Greg Coffey)‏ هو شخصية أعمال أسترالي، ولد في 25 أبريل 1971 في سيدني في أستراليا.